# Palazzo Pubblico (San Marino)
El Palazzo Pubblico es el ayuntamiento de la Ciudad de San Marino a la par que es el edificio oficial del Gobierno. El edificio, donde tienen lugar las ceremonias oficiales del estado, es la sede de las principales instituciones y administración de la República: los Capitanes Regentes, el Consejo Grande y General, el Consejo de los Doce y el Congreso de Estado.
Localizado en el sitio del antiguo edificio llamado Domus Magna Comunis, el actual edificio fue diseñado por el arquitecto romano, Frencesco Azzurri, y fue construido entre 1884 y 1894. Tras su centenario se realizó un proyecto de total renovación dada la inseguridad del edificio para los estandards actuales. La intervención fue completada por la reconocida arquitecta internacional, Gae Aulenti, el 30 de septiembre de 1996.

## Curiosidades
El Palazzo Pubblico figura en la cara de las monedas de San Marino de dos euros.
- Datos: Q1705125
- Multimedia: Palazzo pubblico (San Marino) / Q1705125